# Campeonato mundial de hockey sobre patines femenino de 2004
El VII Campeonato mundial de hockey sobre patines femenino se celebró en Wuppertal, Alemania, entre el 19 de noviembre de 2004 y el 25 de noviembre de 2004.
En el torneo, realizado en Wuppertal, participaron las selecciones de hockey de 15 países, repartidas en la primera ronda en 4 grupos.
La final del campeonato fue disputada por las selecciones de Argentina campeona en 2 ocasiones y Brasil. El partido lo ganó Argentina por 3 goles a 1.
En tanto, el equipo de España obtuvo el tercer lugar al derrotar por 4:3 al seleccionado de Portugal.

## Equipos participantes
15 seleccionados nacionales participaron del torneo, de los cuales 6 equipos eran de América, 5 eran de Europa 2 eran asiáticos, 1 de Oceanía y 1 de África.
| Alemania  | Chile          | Francia    | España   |
| Argentina | Colombia       | México     | Portugal |
| Australia | Egipto         | India      | Japón    |
| Brasil    | Estados Unidos | Inglaterra |          |

## Resultados

### Grupo A
| Equipo    | Pts | PJ | PG | PE | PP | GF | GC | Dif |
| --------- | --- | -- | -- | -- | -- | -- | -- | --- |
| Argentina | 6   | 2  | 2  | 0  | 0  | 21 | 2  | 19  |
| Japón     | 3   | 2  | 1  | 0  | 1  | 4  | 10 | -6  |
| Australia | 0   | 2  | 0  | 0  | 2  | 2  | 15 | -13 |

| Argentina | 12:1 | Australia |
| Australia | 1:3  | Japón     |
| Japón     | 1:9  | Argentina |

### Grupo B
| Equipo         | Pts | PJ | PG | PE | PP | GF | GC | Dif |
| -------------- | --- | -- | -- | -- | -- | -- | -- | --- |
| Brasil         | 9   | 3  | 3  | 0  | 0  | 18 | 2  | 16  |
| Estados Unidos | 4   | 3  | 1  | 1  | 1  | 8  | 13 | -5  |
| Inglaterra     | 3   | 3  | 1  | 0  | 2  | 8  | 14 | -6  |
| Chile          | 1   | 3  | 0  | 1  | 2  | 7  | 12 | -5  |

| Brasil         | 7:0 | Estados Unidos |
| Inglaterra     | 4:3 | Chile          |
| Estados Unidos | 5:3 | Inglaterra     |
| Chile          | 1:5 | Brasil         |
| Estados Unidos | 3:3 | Chile          |
| Brasil         | 6:1 | Inglaterra     |

### Grupo C
| Equipo   | Pts | PJ | PG | PE | PP | GF | GC | Dif |
| -------- | --- | -- | -- | -- | -- | -- | -- | --- |
| España   | 9   | 3  | 3  | 0  | 0  | 17 | 1  | 16  |
| Alemania | 6   | 3  | 2  | 0  | 1  | 32 | 5  | 27  |
| México   | 3   | 3  | 1  | 0  | 2  | 8  | 12 | -4  |
| India    | 0   | 3  | 0  | 0  | 3  | 1  | 40 | -39 |

| España   | 2:1  | Alemania |
| India    | 0:6  | México   |
| Alemania | 22:1 | India    |
| México   | 0:3  | España   |
| Alemania | 9:2  | México   |
| España   | 12:0 | India    |

### Grupo D
| Equipo   | Pts | PJ | PG | PE | PP | GF | GC | Dif |
| -------- | --- | -- | -- | -- | -- | -- | -- | --- |
| Portugal | 6   | 3  | 2  | 0  | 1  | 36 | 3  | 33  |
| Francia  | 6   | 3  | 2  | 0  | 1  | 17 | 6  | 11  |
| Colombia | 6   | 3  | 2  | 0  | 1  | 13 | 11 | 2   |
| Egipto   | 0   | 3  | 0  | 0  | 3  | 3  | 49 | -46 |

| Portugal | 2:3  | Francia  |
| Egipto   | 3:9  | Colombia |
| Francia  | 11:0 | Egipto   |
| Colombia | 0:5  | Portugal |
| Portugal | 29:0 | Egipto   |
| Francia  | 3:4  | Colombia |

## Fase final
|  | Cuartos de final | Cuartos de final |           |          | Semifinales  | Semifinales  |  |  | Final | Final |
|  |                  |                  |           |          |              |              |  |  |       |       |
|  |                  |                  |           |          |              |              |  |  |       |       |
|  |                  |                  |           |          |              |              |  |  |       |       |
|  | Argentina        | 3                |           |          |              |              |  |  |       |       |
|  | Argentina        | 3                |           |          |              |              |  |  |       |       |
|  | Estados Unidos   | 2                |           |          |              |              |  |  |       |       |
|  | Estados Unidos   | 2                | Argentina | 4        |              |              |  |  |       |       |
|  |                  |                  | Argentina | 4        |              |              |  |  |       |       |
|  |                  | España           | 3         |          |              |              |  |  |       |       |
|  | España           | España           | 3         | 4        |              |              |  |  |       |       |
|  | España           |                  |           | 4        |              |              |  |  |       |       |
|  | Francia          | 0                |           |          |              |              |  |  |       |       |
|  | Francia          | 0                | Argentina | 3        |              |              |  |  |       |       |
|  |                  |                  | Argentina | 3        |              |              |  |  |       |       |
|  |                  | Brasil           | 1         |          |              |              |  |  |       |       |
|  | Japón            | Brasil           | 1         | 1        |              |              |  |  |       |       |
|  | Japón            |                  |           | 1        |              |              |  |  |       |       |
|  | Brasil           | 5                |           |          |              |              |  |  |       |       |
|  | Brasil           | 5                | Brasil    | 4        | Tercer lugar | Tercer lugar |  |  |       |       |
|  |                  |                  | Brasil    | 4        |              |              |  |  |       |       |
|  |                  | Portugal         | 3         |          |              |              |  |  |       |       |
|  | Portugal         | Portugal         | 3         | 1        | España       | 4            |  |  |       |       |
|  | Portugal         |                  |           | 1        | España       | 4            |  |  |       |       |
|  | Alemania         | 0                |           | Portugal | 3            |              |  |  |       |       |
|  | Alemania         | 0                |           |          | 3            |              |  |  |       |       |
|  |                  |                  |           |          |              |              |  |  |       |       |
|  |                  |                  |           |          |              |              |  |  |       |       |

## Clasificación final
| Posición | Equipos        |
| -------- | -------------- |
|          | Argentina      |
|          | Brasil         |
|          | España         |
| 4        | Portugal       |
| 5        | Francia        |
| 6        | Alemania       |
| 7        | Japón          |
| 8        | Estados Unidos |
| 9        | Inglaterra     |
| 10       | Chile          |
| 11       | Colombia       |
| 12       | México         |
| 13       | Australia      |
| 14       | India          |
| 15       | Egipto         |